# エルメス・フルゴーニ
エルメス・フルゴーニ（Ermes Fulgoni、1948年2月3日 - ）は、イタリア・エミリア＝ロマーニャ州パルマ出身のサッカー指導者。

## 来歴
高校の機械工学の教師を務める傍ら、アマチュアクラブのGKとして42歳までプレー。1990年、パルマACのGKコーチ兼スカウトに就任。1991年に当時13歳のジャンルイジ・ブッフォンの才を見出しスカウト。イタリアを代表するGKへと育て上げた。また、同クラブでのGKコーチを続ける傍ら、2001年からは短期留学でイタリアへ赴いた川島永嗣を定期的に指導。泊り込みでマンツーマンの猛特訓を続けさせる熱の入れようで果敢にボールへ向かうスタイルを植え付けた。
2003年からはエラス・ヴェローナFCのGKコーチに転任し、ジャンルカ・ペーゴロらを指導。2004年、同クラブの監督にマッシモ・フィッカデンティが就任したが、フルゴーニへの評価は高くフィッカデンティ体制の下でも留任した。
2010年、ACチェゼーナで再びフィッカデンティの下でのGKコーチに就き、2011年からはカリアリ・カルチョでも行動を共にした。カリアリではミカエル・アガッツィらを指導。
2014年、Jリーグ・FC東京監督となったフィッカデンティの要望を受けて共に訪日し、同クラブのGKテクニカルアドバイザーに就任。契約期間が限られており、シーズン中でもイタリアと日本を行き来した。同年7月、FC東京との契約を一身上の都合で解除した。
2017年現在、故郷の古巣パルマ・カルチョ1913で再びGKコーチを務めている。
2004年から2005年にかけて、日本のサッカー雑誌「ワールドサッカーダイジェスト」に寄稿していた。

## 指導歴
- 1990年 - 2003年  パルマAC GKコーチ
- 2003年 - 2007年  エラス・ヴェローナFC GKコーチ
- 2007年 - 2008年  ACレッジャーナ1919 GKコーチ
- 2008年 - 2009年  USアンコーナ1905 GKコーチ
- 2009年 - 2010年  モデナFC GKコーチ
- 2010年 - 2011年  ACチェゼーナ GKコーチ
- 2011年 - 2012年  カリアリ・カルチョ GKコーチ
- 2012年 - 2013年  カリアリ・カルチョ GKコーチ
- 2014年1月 - 7月  FC東京 GKテクニカルアドバイザー[10]
- 2015年 -  パルマ・カルチョ1913 GKコーチ